# Angela Metzger
Pour les articles homonymes, voir Metzger.
Angela Metzger, née en 1986 a Gunzenhausen, est une organiste concertiste allemande.

## Biographie
Angela Metzger a achevé sa formation par des études de musique sacrée ainsi qu'en orgue auprès du professeur Edgar Krapp et du professeur Bernhard Haas à la Hochschule für Musik und Theater de Munich (Université de musique et des arts de Munich). Elle a également étudié le hautbois au Tiroler Landeskonservatorium Innsbruck avec Konrad Zeller. Pendant ses études, elle a reçu une bourse dans le cadre de la promotion de la musique du Cusanuswerk, le Deutschlandstipendium et a été artiste Yehudi Menuhin Live Music Now.
Elle se consacre à toute la gamme de la musique d'orgue, a obtenu la reconnaissance tant sur des instruments historiques que modernes. Elle a ainsi été invitée au festival de musique d'Altenburg, au festival baroque de Varaždin, à la "Nacht zeitgenössischer Orgelmusik" de Berlin, aux "orgel-mixturen" de la Kunst-Station Sankt Peter de Cologne, à "BRANDNEU" de Kassel ainsi qu'au festival aDevantGarde de Munich. Elle a travaillé avec des compositeurs contemporains et des compositrices contemporaines comme Mark Andre, Moritz Eggert, Betsy Jolas, Philipp Maintz, Johannes X. Schachtner, Dominik Susteck et Francesco Filidei.
Angela Metzger s'est produite lors de festivals d'orgue internationaux tels que "Fugato" Bad Homburg, le Bergen Orgelsommer, les "Celebrity Organ Recitals" à Edinburgh, le Musikfest ION Nürnberg et Toulouse les Orgues. En 2024, elle s'est produite au festival Quincena Musical à Saint-Sébastien et en 2025, elle s'est produite au festival Milano Musica à Milan. En outre, elle a donné des concerts dans différents pays, dont l'Égypte et Israël, ainsi que dans des salles de concert telles que le Konzerthaus Berlin, Gewandhaus Leipzigla Philharmonie Essen, la Historische Stadthalle Wuppertal, le Musashino Civic Cultural Hall Tokyo et le Royal Opera House Muscat (Oman). Elle a été l'invitée d'une tournée avec le Gürzenich-Orchester Köln sous la direction de François-Xavier Roth à la Philharmonie de Cologne et à l'Elbphilharmonie de Hambourg. En tant que soliste, Angela Metzger a également joué avec l'Orchestre philharmonique d'Augsbourg, l'Orchestre philharmonique de Essen ainsi qu'avec l'Orchestre symphonique de la WDR de Cologne dans la série "Musik der Zeit"
  sous la direction de Titus Engel et l'Orchestre philharmonique d'Helsinki sous la direction de Christian Schumann.
Sa carrière de concertiste est documentée par des enregistrements radiophoniques et télévisés ainsi que par des productions de CD d'œuvres solo et de musique de chambre. Son CD solo "Raumgestalten", enregistré aux orgues pour la musique contemporaine de la Kunst-Station Sankt Peter Cologne, a été nommé pour le Prix de la critique allemande du disque en 2020 et salué comme un enregistrement de référence par la presse spécialisée. En juin 2022, elle a présenté son album solo "Circuli" chez Organum Classics.
Outre ses activités de concertiste, Angela Metzger s'engage dans le domaine de l'enseignement. Au cours du semestre d'hiver 2017/18, elle a remplacé le professeur Bernhard Haas en tant que à la Hochschule für Musik und Theater de Munich; depuis le semestre d'hiver 2023/24, elle enseigne à la Hochschule für evangelische Kirchenmusik de Bayreuth. Elle a donné des masterclasses au Leeds International Organ Festival en coopération avec l'University of Huddersfield,  ainsi qu'à la 1re Junior Academy Orgel Altenburg
 sur des instruments historiques. Elle a reçu des distinctions lors des concours internationaux d'orgue de Bad Homburg, Tokyo, Wiesbaden et Wuppertal ainsi que lors du concours ARD de Munich. Elle a reçu le Bayernwerk-Kulturpreis pour ses excellentes performances dans le domaine de la musique et, en 2019, le Bayerischer Kunstförderpreis du ministère bavarois des Sciences et des Arts. En 2025, elle a reçu le Kunstförderpreis de la ville de Munich.
Lors de la remise du prix bavarois pour la promotion des arts, Angela Metzger a été saluée comme une jeune artiste exceptionnelle qui maîtrise l'orgue comme personne de sa génération. "Elle se distingue non seulement par une excellente technique de jeu ainsi que par une grande intelligence interprétative, mais aussi par son engagement dévoué pour le répertoire contemporain"
. Elle travaille avec des compositeurs sur des créations, présente des œuvres et des concerts avec des présentations et est invitée à des festivals d'orgue nationaux et internationaux.

## Discographie
- 2018: Laudazioni alla Vergine Maria. Soprano et orgue. éditeur: Rondeau Production.
- 2018: Markus Lehmann-Horn: Die Sterne des Himmels fielen auf die Erde… (2012) pour orgue solo. In: solo works., éditeur: solo musica, Munich.
- 2020: Raumgestalten. orgue solo. éditeur: ARE-Verlag.
- 2022: Kyklos. orgue solo. Schott Music.
- 2022: Circuli. orgue solo. Organum Classics.
- 2025: Betsy Jolas. orgue solo / orgue et orchestre. NEOS

## Hommages
- 2010: FUGATO-Orgelwettbewerb Bad Homburg
- 2011: Concours international de musique de l'ARD, Munich
- 2012: Seventh International Organ Competition Musashino, Japon
- 2013: Concours International pour Orgue Saint-Maurice
- 2014: Internationaler Orgel-Interpretationswettbewerb um den Bachpreis der Landeshauptstadt Wiesbaden
- 2015: Internationaler Orgelwettbewerb Wuppertal
- 2015: Kulturpreis der Bayernwerk AG
- 2019: Bayerischer Kunstförderpreis des Bayerischen Staatsministeriums für Wissenschaft und Kunst
- 2025: Kunstförderpreis der Stadt München, Munich